# Виейра, Сузана
Со́ния Мари́я Вие́йра Гонса́лвес (порт.-браз. Sônia Maria Vieira Gonçalves), наиболее известная как Суза́на Виейра (порт.-браз. Susana Vieira, род. 23 августа 1942, Сан-Паулу) — бразильская актриса. Дебютировала на телевидении в 1962 году, став одной из главных актрис на «Rede Tupi» и «TV Excelsior» в 1960-х годах, пока не пришла на «RecordTV», где она получила роль главного героя и статус крупнейшей звезды сети. В 1970 году она перешла на телеканал «Globo» , где и остаётся по сей день.

## Биография и карьера
Сузана Виейра родилась 23 августа 1942 года в Сан-Паулу (Бразилия) в семье дипломатов. В 1961 году, после окончания школы классического балета, она поступила в кордебалет «Grande Teatro Tupi». Но в итоге решила стать актрисой и дебютировала в телесериале 1962 года Noite Eterna. С тех пор Сузана снялась в более чем 50 сериалах.
В декабре 2010 года она выпустила альбом Brasil Encena. Однако заявила, что не намерена начинать карьеру певицы.

## Личная жизнь
С 1961 по 1972 год Виейра была замужем за режиссёром Режисом Кардозо, от которого у неё есть сын — Родригу Отавиу Виейра Кардозо (род. 19 сентября 1964). Внуки: Рафаэль Виейра Кардозу (род. 1996) и Бруно Виейра Кардозу (род. 1998).
С 1986 по 2003 год она была замужем за продюсером Карсоном Гардезабалом.
С 2006 по 2008 год Виейра была замужем за полицейским Марселу Силву. 10 ноября 2008 года было объявлено, что она разводится с Силву после того, как узнала, что у него есть любовница, а 11 декабря того же года он умер от передозировки кокаином.
В 2009 году она обручилась с магом, Сандро Педрозо, но в начале 2014 года они расстались. По её собственным словам, в Бразилии нет никого более могущественного, чем она и Бог.

### Здоровье
В 2015 году Сузане Виейре был поставлен диагноз «хронический лимфолейкоз». После медикаментозного лечения и еженедельных сеансов химиотерапии она сообщила, что её болезнь неизлечима, но находится под контролем. Она продолжает работать.

## Фильмография
- 1962 — Вечная ночь — Таиш
- 1962 — Только правда
- 1963 — Terror nas Trevas
- 1966 — Almas de Pedra — Нана Рамалью
- 1966 — Серебряные рудники — Жуанинья
- 1966 — Ninguém Cré em Mim — Мариса
- 1966 — Маленькая Карен — Карен
- 1967 — Молчание звёзд — Силвия
- 1968 — Тигры
- 1968 — Последний свидетель — Тина
- 1968 — Без Божьей любви
- 1969 — Seu Único Pecado
- 1969 — Algemas de Ouro — Тиди
- 1970 — A Próxima Atração — Режина
- 1970 — Пигмалион 70 — Кандинья
- 1971 — Любимица — Нелита
- 1972 — O Bofe — Марилени
- 1974 — Острие — Тина
- 1975 — Пара
- 1975 — Восхождение — Кандида
- 1976 — Две жизни — Клаудия
- 1976 — Anjo Mau — Нисси Нороня
- 1978 — Наследница — Марина
- 1978 — Разве я тебе не говорил? — Лусиана
- 1979 — Гиганты — Веридиана
- 1981 — Потанцуй со мной — Паула
- 1982 — Кто не любит Мата? — Лаура
- 1982 — Они их — Ванесса
- 1984 — Мы никогда не были так счастливы — Леонор
- 1984 — Высокая сторона — Жилдинья
- 1985 — Дополнительные мечты
- 1986 — Мошенничество — Аманда
- 1987 — Хула Хуп — Марта
- 1989 — Манекенщица — Барбара
- 1989 — Спаситель — Жилда
- 1990 — Полнолуние любви — Лаиш Соуту Майя
- 1990 — Boca do Lixo
- 1992 — Anos Rebeldes — Мариана
- 1993 — Хищник — Рубра Роза
- 1993 — Секрет тропиканки — Кларита Асунсан
- 1995 — Новая жертва — Ана Карвалью
- 1996 Salsa e Merengue — Долориш
- 1996 — Дворняжка — Лаура
- 1997 — Во имя любви — Бранка
- 1997 — Жестокий ангел — новая няня
- 1999 — Музыка её души — Сюзетт Фонтен
- 1999 — Воздушные замки — Гонсала
- 2001 — Покровительница — Доротея Лопес Синтра (Додо)
- 2003 — Женщины в любви — Лорена
- 2004 — Хозяйка судьбы — Мария ду Карму
- 2005 — Родственная душа
- 2007 — Два лица — Бранка Мария Баррету Пессоа ди Мораеш
- 2007 — Тропический рай
- 2009 — Пятидесятилетние — Лара Ромеру
- 2010 — Кровные узы — Лара Ромеру
- 2011 — Лара через З — Лара Ромеру
- 2012 — Незваные гости — Айвон
- 2013 — Любовь к жизни — Пилар
- 2015 — Правила игры — Адисабеба дос Сантос Стюарт
- 2017 — Такое было время — Кора Думонте
- 2019 — Нас было шестеро — Эмилия
- 2023 — Земля и страсть — Кандида Феррейра

## Награды и номинации
| Awards | Awards                               | Awards               | Awards                            | Awards    |
| Год    | Премия                               | Категория            | Роль                              | Итог      |
| ------ | ------------------------------------ | -------------------- | --------------------------------- | --------- |
| 1975   | Prêmio APCA                          | Лучшая актриса       | Oстрие                            | Победа    |
| 1976   | Prêmio APCA                          | Лучшая актриса       | Восхождение                       | Победа    |
| 1976   | Troféu Imprensa                      | Лучшая актриса       | Королева бразильского телевидения | Победа    |
| 1997   | Prêmio Extra de Televisão            | Лучшая актриса       | Во имя любви                      | Победа    |
| 2003   | Prêmio Conta Mais                    | Лучшая актриса       | Женщины в любви                   | Победа    |
| 2003   | Troféu Leão de Ouro                  | Лучшая актриса       | Женщины в любви                   | Победа    |
| 2003   | Troféu Imprensa                      | Лучшая актриса       | Женщины в любви                   | Номинация |
| 2004   | Melhores do Ano                      | Лучшая актриса       | Хозяйка судьбы                    | Победа    |
| 2004   | Prêmio Extra de Televisão            | Лучшая актриса       | Хозяйка судьбы                    | Победа    |
| 2004   | Prêmio Contigo!                      | Лучший экранный дуэт | Хозяйка судьбы                    | Победа    |
| 2005   | Troféu Imprensa                      | Лучшая актриса       | Хозяйка судьбы                    | Номинация |
| 2008   | Prêmio Contigo!                      | Лучшая актриса       | Два лица                          | Победа    |
| 2010   | Prêmio Contigo!                      |                      | Карьерные достижения              | Победа    |
| 2013   | Prêmio Extra de Televisão            | Лучшая актриса       | Любовь к жизни                    | Номинация |
| 2013   | Melhores do Ano                      | Лучшая актриса       | Любовь к жизни                    | Номинация |
| 2014   | Troféu Internet de 2014              | Лучшая актриса       | Любовь к жизни                    | Номинация |
| 2014   | Brazilian International Press Awards |                      | Карьерные достижения              | Победа    |
| 2014   | ATV                                  | Победа               | Карьерные достижения              |           |
| 2015   | Troféu Mario Lago                    | Победа               | Карьерные достижения              |           |